# Kakav je okus romance (2012.)
Kakav je okus romance (eng. A Taste of Romance) je američki dramsko-komični i obiteljski cjelovečernji film iz 2012. redatelja Lee Rosa prema scenariju Evan Laughin i Jeniffer Notas. Glavne uloge u filmu tumače Teri Polo i James Patrick Stuart, koji predstavljaju dvoje odraslih ljudi koji nose breme svojih gubitaka u životu. Nakon što shvate da žele biti više od konkurencije jedni drugima, kuharica i obožavateljica francuske kuhinje Sara Westbrook i nekadašnji vatrogasac i samohrani otac Gill Callahan odluče spojiti svoje živote u svoju zajedničku ljubav - kuhanje.

## Radnja
Sarah Westbrook je darovita, obrazovana i vrsna kuharica, vlasnica i glavni kuhar svog malog, ali otmjenog restorana francuske hrane, što je san od njezinog djetinjstva. Već od malena roditelji su je svake nedjelje vodili na doručak u fracnuski restorančić Kod Francoisa u svom rodnom gradu. Nakon što su joj roditelji s 15 godina poginuli u prometnoj nesreći koju je skrivio pijani vozač, jedino što ju je vezao za roditelje bio je taj restorančić. Nakon nekog vremena, počela je konobariti u njemu, i pomalo je zavoljela čistoću, preciznost i ljepotu francuske kuhinje. Nakon što se u restoranu razbolio glavni kuhar, Sarah je morala uskočiti i pomoći u kuhinji. Ubrzo je shvatila da je nadarena i da voli kuhati, te se odlučila i obrazovati. Nakon što je završila obraovanje, proputovala je Kinu, Japan, Njemačku, Australiju, Tajland, Italiju, Španjolsku i naravno cijelu Francusku kako bi upoznala različitost i bogatstvo raznih svjetskih kuhinja. Nakon toga odlučila je ostvariti svoj san i otvorila je restoran francuske kuhinje u svom rodnom gradu prigodnog naziva Chez Varenne, po utemeljitelju precizne i ukusne francuske kuhinje.
Nakon nekog vremena Sarah je počela primjećivati građevinske radove oko susjedove kuće Gilla Callahana, nekadašnjeg vatrogasca, koji su prethodili otvorenju zalogajnice. Naime Gill Callahan je po zanimanju vatrogasac, koji je nakon tragične smrti njegove supruge u požaru, odlučio zauvijek napustiti svoje zanimanje. Budući da je nekako morao prehraniti svoju kćer Hannu, otvorio je sa svojim prijateljima vatrogascima zalgajnicu jefitne hrane Vatrogasni grill. Kada je Sarah doznala za novu konkurenicju, makar to bila i zalogajnica, odlučila se ne predati i nastaviti naporno raditi, jer je time postigla sve u životu. No, kada zalogajnica odbije utišati glasnu glazbu Sarah počinje gubiti goste i zapadati u financijske probleme, stoga odluči pozvati poznatog televizijskig recenzenta da posjeti njezin restoran i preporuči ga, što bi riješilo sve financijske probleme i manjak posjetitelja.
Između Sarah i Gilla izbio bi pravi rat, da stvar nije spasila Gillova kćer Hanna, koja je kod Sarah odlazila na satove francuskog jezika i kuhanja. Nakon, što Vatrogasnom grillu napokon krene, Gill odluči uvesti i malo egzotičniju hranu (rakove), kako bi proširio ponudu. No, kada mu se rakovi prepeknu, Hanna zatraži pomoć od Sarah koja joj sa zadovoljstvom pokaže pravi recept. Zahvaljujući Sarinom receptu, Vatrogasni grillse proslavio i na još neko vrijeme spasio od zatvaranja. Stoga Gill odluči zahvaliti Sarah na pomoći, tako da ju u ponedjeljak, na slobodan dan, odvede na prekrasan izlet u prirodu, gdje se Sarah nakon mnogo godina ponovno osjećala sretnom i ispunjenom. No, stvar se pogorša kada Sarah shvati da je odlaskom na izlet poremetila svoj dnevni ritam, tako da sljedeće jutro nije otišla na tržnicu, a na poslu je stalno lutala u mislima i odvraćala pažnju od radnih obaveza. Ubrzo njena pomoćnica Patsy shvati da je zaljubljena, što Sarah nikako ne želi pokazati, iako to stvarno osjeća. Hannu je naučila kuhati Hrskavog gospodina, a ona ju je zauzvrat pozvala na večeru, na kojoj su se ona i Gill još više zbližili. 
Sljedeće jutro za oboje je počelo ležerno i lijepo, sve dok Gill nije saznao da je Hanna povrijedila nogu i glavu na trampolinu. Gill tada ubrzano napušta posao, au jer su ostali vatrogasci na dužnosti, kuhinju preuzima tzv. Šef, koji ne zna ništa o kuhanju. Nakon što je Šef gotovo spalio kuhinju, Sarah i Patsy odluće dovesti Gillovu kuhinju u red i spasiti stvar. Igrom slučaja, baš taj dan poznati televizijski recenzent došao je posjetiti Sarin restoran, te se i prigodno uslikao ispred njega. No, ljudi koji su prolazili pokraj njega zadvivljeno su pričali o Vatrogasnom drilu,stoga recenzent odluči otići u susjedni trstoran. Sarah, ne znajući da je u restoranu recenzent, je malo promijenila jelovnik i dodala nekoliko ukusnih jela. Recenzentu se jako svidio njezin gulaš, stoga je odlučio predložiti restoran. 
U međuvremenu Gill dolazi s Hannom iz bolnice doma, i nakon druženja sa svojom kćeri i jedenja sladoleda, dolazi Šef kako bi prijavio stanje u restoranu. Kada je Gill vidio koliko je ljudi posjetilo restoran, morao joj je zahvaliti, pa joj je pomogao čistiti kuhinju. Tijekom čišćenje Patsy se zadere kako bi Sarah upozorila na njezinu najdržau emisiju, u kojoj recenzent ocjejnjuje i daje preporuke restoranima. Recenzent je isprva pričao o restoranu Chez Varenne, ali je potom ispričao i obrat na čijem je kraju preporučio Vatrogasni grill. Budući da je gledala emisiju, Sarah je samo iznenađeno otišla u svoj restoran i plakala, jer nije mogla vjerovati da joj je jedina slamka spasa oduezta i da se mora suočiti s time da će zatvoriti restoran.
Ipak, Gill ulazi u automobil i dolazi do studija gdje se snima emisija. Rekavši da ima zanimiljivu priču i da je on vlasnik Vatrogasnog grila, pa su ga ubacili u emisiju kao gosta. Nakon što je Gill ispričao cijelu istinu recenzentu, on je odlučio da će svakako posjetiti ChezVarenne. No, nakon tog podviga Sarah je otvoreno priznala Gillu da je zaljubljena u njega i spremna za brak, shvativši da i kuhanje i njezin restoran nisu najvrjedniji u životu. Šest mjeseci nakon vjenčanja, recenzent dolazi pojsetiti dvije kuhinje spojene u jedan restoran Le Grill Vatrogas, koji je opet oduševio slavnog recenzenta. Sarah je osim sretne supruge i sretna majka, koja će Hannu s još više ljubavi naučiti francuskom i kuhanju. Ne mogavši se suzdržati, Patsy, koja je uz Hannu također imala važnu ulogu spajanja dvaju suparnika sada je od radosti mogla zaplakati jer ima siguran posao, ali i zna da je nekima doista uljepšala živote.